# 羅納德·馬奇
小羅納德·尤金·馬奇（1993年7月24日—）為美國男子籃球運動員，現效力於土耳其籃球超級聯賽梅爾辛MSK。
馬奇出生於美國德克萨斯州休斯敦，馬奇在就讀休士頓浸信會大學第一年時並不注重學業，導致在休士頓第二年不能打球只能讀書，馬奇回到家鄉亞利桑那州就讀格倫代爾社區學院，之後到阿肯色州就讀菲蘭德史密斯學院參加NAIA，大學畢業後曾到服飾店Nordstrom Rack摺衣服，等了八個月都無球可打，此時馬奇過往教練的親戚在印度工作，馬奇因此前往印度效力德里首都，職業生涯第二個賽季開始前馬奇進入倫敦閃電訓練營名單，但沒有在開季名單，球隊教練透過人派讓馬奇到盧森堡霍斯泰特格呂內瓦爾德（Gréngewald Hueschtert）打球，第三個賽季則到瑞士效力里維埃拉湖人，隔年來到法國代表艾克斯莫里耶訥薩瓦參加乙級聯賽打出不錯的成績，新賽季改與甲級聯賽球隊羅阿訥合唱團簽下1+1年合約，並在2022年底、職業生涯第六個賽季入選甲級聯賽明星賽。2023年5月29日，普羅米修斯宣布與馬奇簽約。2024年4月29日，馬奇加入卡迪西亞。8月16日，馬奇加盟全国男子篮球联赛香港金牛。10月7日，馬奇加盟中国男子篮球职业联赛宁波富邦。

## 外部連結
- 羅納德·馬奇在fiba.basketball（英语）
- 羅納德·馬奇在歐洲籃球聯賽官網（英语）
- 羅納德·馬奇在法國籃球甲級聯賽官網（法语）
- 羅納德·馬奇在中国男子篮球职业联赛官網
- 羅納德·馬奇在Basketball-Reference.com（國際）（英语）
- 羅納德·馬奇在Sports-Reference.com（NCAA）（英语）
- 羅納德·馬奇在Eurobasket.com（球員）（英语）
- 羅納德·馬奇在Proballers（英语）
- 羅納德·馬奇在RealGM（球員）（英语）
- 羅納德·馬奇在中国篮球数据库
- 羅納德·馬奇在Flashscore（英语）